# Johan Gripenstedt
Johan Theodor Gripenstedt (i riksdagen kallad Gripenstedt i Bysta), född 16 september 1851 på Nynäs slott, död 29 juli 1918 i Askers församling, var en svensk friherre, godsägare, överstekammarjunkare och politiker. Han var ägare av Bystad med Brevens bruk fideikommiss 1874 till 1918, och Nynäs slott 1914 till 1918.

## Biografi
| Johan Gripenstedts föräldrar var Johan August Gripenstedt och hustru Eva, född Anckarsvärd. |  | Johan Gripenstedts föräldrar var Johan August Gripenstedt och hustru Eva, född Anckarsvärd. |
| Johan Gripenstedts föräldrar var Johan August Gripenstedt och hustru Eva, född Anckarsvärd. |  |                                                                                             |

Gripenstedt var son till statsrådet friherre Johan August Gripenstedt och grevinnan Eva Anckarsvärd (dotter till Johan August Anckarsvärd). Han var bror till friherren och riksdagsmannen Carl Gripenstedt. Han började studera på krigsskolan 1869 och avlade officersexamen 1871. Han blev underlöjtnant vid Livregementets dragonkår samma år, löjtnant 1875, ryttmästare 1890 och tog avsked 1892. Han blev friherre 1889, vid sin äldre broders död, och överstekammarjunkare 1912.

## Riksdagsman
Gripenstedt tillhörde från 1892 till den 23 februari 1918 riksdagens första kammare för Örebro läns valkrets, där han intog en ganska framskjuten plats, och var från 1898 medlem av statsutskottet. Han representerade moderata, protektionistiska tänkesätt, i motsats till sin far. Partipolitiskt tillhörde han 1892 till 1909 Första kammarens protektionistiska parti, 1910 till 1911 det förenade högerpartiet och från 1912 till 1918 Första kammarens nationella parti.

## Familj
Johan Gripenstedt gifte sig 1875 med Ebba Eva Vilhelmina Ankarcrona (född 1854 i Hakarps församling, död 1927 i Bälinge församling), dotter till överhovjägmästaren Conrad Victor Ankarcrona och grevinnan Ebba Charlotta Bielke. Johan Gripenstedt och Ebba Eva Vilhelmina Ankarcrona fick sonen Johan August, född 1876.

## Utmärkelser
- Kommendör av första klassen av Nordstjärneorden, 30 september 1914.[5]
- Kommendör av första klassen av Vasaorden, 1 december 1904.[6]
- Riddare av första klassen av Svärdsorden, 1891.[7]